# Nephthea hirsuta
Nephthea hirsuta is een zachte koraalsoort uit de familie Nephtheidae. De koraalsoort komt uit het geslacht Nephthea. Nephthea hirsuta werd in 1966 voor het eerst wetenschappelijk beschreven door Tixier-Durivault. 